# سرتیپی
سرتیپی (انگلیسی: Brigadier) یک درجه نظامی است که ارشدیت آن، به کشور بستگی دارد. در برخی کشورها، این یک درجه ارشد بالاتر از سرهنگ است که معادل سرتیپ یا کمودور است و معمولاً فرماندهی یک تیپ متشکل از چند هزار سرباز را بر عهده دارد.

## تاریخچه
کلمه و رتبه «بریگادیِر» یا سرتیپی از فرانسه سرچشمه می‌گیرد. در ارتش فرانسه، بریگادیِر دِس آرمِس دو رو (بریگادیِر ارتش‌های پادشاه) یک درجه افسری عمومی بود که در سال ۱۶۵۷ ایجاد شد. این درجه، حد واسطی بین درجه مستر دو کمپ و مارشال دو کمپ بود.
این درجه ابتدا در سواره‌نظام به ابتکار مارشال تورن در ۸ ژوئن ۱۶۵۷، سپس در پیاده‌نظام در ۱۷ مارس ۱۶۶۸ و در دراگون‌ها در ۱۵ آوریل ۱۶۷۲ ایجاد شد. در زمان صلح، سرتیپ فرماندهی هنگ خود را بر عهده داشت و در مانورها یا در زمان جنگ، فرماندهی دو یا سه - یا حتی چهار - هنگ را که با هم ترکیب شده بودند تا یک تیپ را تشکیل دهند، بر عهده داشت، اما بعداً این درجه به سرهنگ دوم‌ها نیز اعطا شد که امکان ارتقاء افسری را که هنگ خود را نداشت، فراهم می‌کرد.
قبل از اینکه درجه سرتیپ ارتش‌ها در سال ۱۷۸۸ منحل شود، با پوشیدن یک ستاره واحد، نمود عینی پیدا می‌کرد و هنگامی که در آن سال لغو شد، تعداد ستاره‌های مافوق‌های مستقیم آن تغییر نکرد، که توضیح می‌دهد چرا امروزه ژنرال‌های فرانسوی یک ستاره بیشتر از همتایان خارجی خود (به‌ویژه آمریکایی) روی نشان خود دارند.
توجه داشته باشید که درجه «سرلشکر تیپ» که در طول انقلاب فرانسه ایجاد شد، جایگزین درجه سرهنگ شد. سپس یک فرمانده تیپ، فرماندهی یک نیم تیپ (نامی که جایگزین هنگ شد) را بر عهده داشت.
درجه سرتیپ ارتش‌ها در طول جمهوری سوم دوباره ظاهر شد. این درجه به یک سرهنگ باتجربه به عنوان فرمانده هنگ اشاره دارد که چندین هنگ را بدون داشتن واحدهای الحاقی که این گروه را به یک تیپ تبدیل می‌کند، تحت فرماندهی خود دارد. سرتیپ ارتش، لباس و نشان سرهنگ را می‌پوشد. این رتبه در سال ۱۹۴۵ به‌طور قطعی لغو شد.
تا سال ۱۷۸۸، درجه سرتیپ ارتش ("سرتیپ ارتش") که می‌توان آن را به عنوان سرهنگ ارشد یا فرمانده تیپ توصیف کرد، در ارتش فرانسه استفاده می‌شد. درجه فرماندهی تیپ معمولی، فیلد مارشال (maréchal de camp) بود (که در جاهای دیگر درجه ارشدتری است). در طول انقلاب فرانسه، درجه‌های سرتیپ ارتش و مارشال اردوگاه با تیپ ژنرال (général de Brigade) جایگزین شدند.
فرانسه، مانند بسیاری از کشورها، اکنون به جای درجه «سرتیپ»، از درجه افسری ژنرال تیپ (Général de Brigade) استفاده می‌کند. سرتیپ ارتش نشان تک ستاره داشت، در حالی که ژنرال تیپ نشان دو ستاره مارشال اردوگاه را به ارث برده است. ناپدید شدن درجه سرتیپ دلیل عدم وجود نشان تک ستاره در ارتش فرانسه است.
با این وجود، درجه سرتیپ هنوز در برخی از هنگ‌ها به عنوان معادل سرجوخه استفاده می‌شود. به‌طور گسترده، این امر در مورد ژاندارمری نیز صدق می‌کند.